# Лейк-Престон (Південна Дакота)
Лейк-Престон (англ. Lake Preston) — місто (англ. city) в США, в окрузі Кінґсбері штату Південна Дакота. Населення — 589 осіб (2020).

## Географія
Лейк-Престон розташований за координатами 44°21′42″ пн. ш. 97°22′34″ зх. д. / 44.36167° пн. ш. 97.37611° зх. д. (44.361663, -97.375992).  За даними Бюро перепису населення США в 2010 році місто мало площу 1,97 км², уся площа — суходіл.

## Демографія
Згідно з переписом 2010 року, у місті мешкало 599 осіб у 295 домогосподарствах у складі 162 родин. Густота населення становила 305 осіб/км².  Було 346 помешкань (176/км²).
Расовий склад населення:
| - 98,3 % — білих - 0,3 % — корінних американців - 0,2 % — азіатів |

До двох чи більше рас належало 0,7 %. Частка іспаномовних становила 1,2 % від усіх жителів.
За віковим діапазоном населення розподілялося таким чином: 20,2 % — особи молодші 18 років, 57,9 % — особи у віці 18—64 років, 21,9 % — особи у віці 65 років та старші. Медіана віку мешканця становила 47,6 року. На 100 осіб жіночої статі у місті припадало 103,7 чоловіків;  на 100 жінок у віці від 18 років та старших — 99,2 чоловіків також старших 18 років.
Середній дохід на одне домашнє господарство  становив 46 925 доларів США (медіана — 39 044), а середній дохід на одну сім'ю — 62 149 доларів (медіана — 61 719). Медіана доходів становила 41 000 доларів для чоловіків та 24 750 доларів для жінок. За межею бідності перебувало 9,0 % осіб, у тому числі 13,0 % дітей у віці до 18 років та 15,7 % осіб у віці 65 років та старших.
Цивільне працевлаштоване населення становило 332 особи. Основні галузі зайнятості: освіта, охорона здоров'я та соціальна допомога — 25,6 %, виробництво — 22,3 %, фінанси, страхування та нерухомість — 9,6 %, транспорт — 8,4 %.